# كورت د. إنغلهارد
كورت د. إنغلهارد (بالإنجليزية: Kurt D. Engelhardt)‏ هو قاضي ومحامي أمريكي، ولد في 21 أبريل 1960 في نيو أورلينز في الولايات المتحدة.